# Toba (Nova Crnja)
Pour les articles homonymes, voir Toba.
Toba (en serbe cyrillique : Тоба ; en hongrois : Tóba) est un village de Serbie situé dans la province autonome de Voïvodine. Il fait partie de la municipalité de Nova Crnja dans le district du Banat central. Au recensement de 2011, il comptait 518 habitants.

## Démographie

### Évolution historique de la population
| 1948  | 1953  | 1961  | 1971  | 1981  | 1991 | 2002 | 2011 |
| ----- | ----- | ----- | ----- | ----- | ---- | ---- | ---- |
| 1 499 | 1 489 | 1 401 | 1 232 | 1 099 | 822  | 691  | 518  |

|  |